# Peltopleuridae
De Peltopleuridae zijn een familie van uitgestorven straalvinnige beenvissen. Ze is ingedeeld bij de orde Peltopleuriformes.

## Taxonomie
- Marcopoloichthys Tintori et al. 2008
  - †Marcopoloichthys ani Tintori et al. 2008
- Peripeltopleurus Bürgin 1992
  - P. besanensis Bürgin 1992
  - P. hypsisomus Bürgin 1992
  - P. vexillipinnis Bürgin 1992
- Placopleurus Brough
  - P. primus Brough 1939
  - P. besanensis (Bassani 1886) [Pholidophorus besanensis Bassani 1886]
- Peltopleurus Kner 1866a [Tripelta Wade 1940]
  - P. brachycephalus Liu & Yin 2006
  - P. dirumptus Griffith 1977
  - P. dubius Woodward 1890 [Tripelta dubia (Woodward 1890)]
  - P. humilis Kner 1914
  - P. kneri Woodward 1895
  - P. lissocephalus Brough 1939
  - P. nitidus Xu & Ma 2016
  - P. nothocephalus Bürgin 1992
  - P. nuptialis Lombardo 1999 [Peltopleurus humilis Kner 1914]
  - P. orientalis Su 1959
  - P. rugosus Brough 1939
  - P. splendens Kner 1866